# Villiers-sur-Loir
Villiers-sur-Loir é uma comuna francesa na região administrativa do Centro, no departamento Loir-et-Cher. Estende-se por uma área de 9,96 km². Em 2010 a comuna tinha 1 183 habitantes (densidade: 118,8 hab./km²).